# ジョルジュ・ヴァルミエ
ジョルジュ・ヴァルミエ（Georges Valmier、1885年4月11日 - 1937年3月25日）はフランスの画家である。

## 略歴
シャラント県のアングレームに生まれた。5歳の1890年に家族とパリのモンマルトルに移り、美術や音楽に親しんだ。1904年から1年間の軍役についた。1907年に開かれたその前年に亡くなったポール・セザンヌの回顧展を見て、画家になることを決意し、パリ国立高等美術学校に入学し、リュック＝オリヴィエ・メルソンに学び、1909年まで修業した。1908年に結婚し、1912年に娘が生まれた。第一次世界大戦が始まると再び軍務についた。
1918年に帰郷し、パリの有力な画商でキュビスムの画家を支援したことで知られるレオンス・ローゼンバーグと知り合い、支援を受けることになった。1921年にローゼンバーグの画廊「Galerie de L'Effort Moderne」で個展を開き、1023年から1927年の間、ローゼンバーグが出版した紀要「Bulletin de L'Effort Moderne」に作品が掲載された。
1930年代の初めに、ヴァルミエのスタイルはより抽象的なものに変わった。抽象画絵画運動の「アプストラクシオン・クレアシオン（抽象・創造）」でジャン・アルプやアルベール・グレーズ、ジャン・エリオン、フランティセック・クプカらとともに理事を務めた。
1932年には病を得て、1937年にモンマルトルで54歳で死去した。絵画の他に、演劇やバレーの舞台デザインや衣装デザインを行い、繊維製品のデザインなども行った。声楽家として舞台に立つこともあった。

## 作品

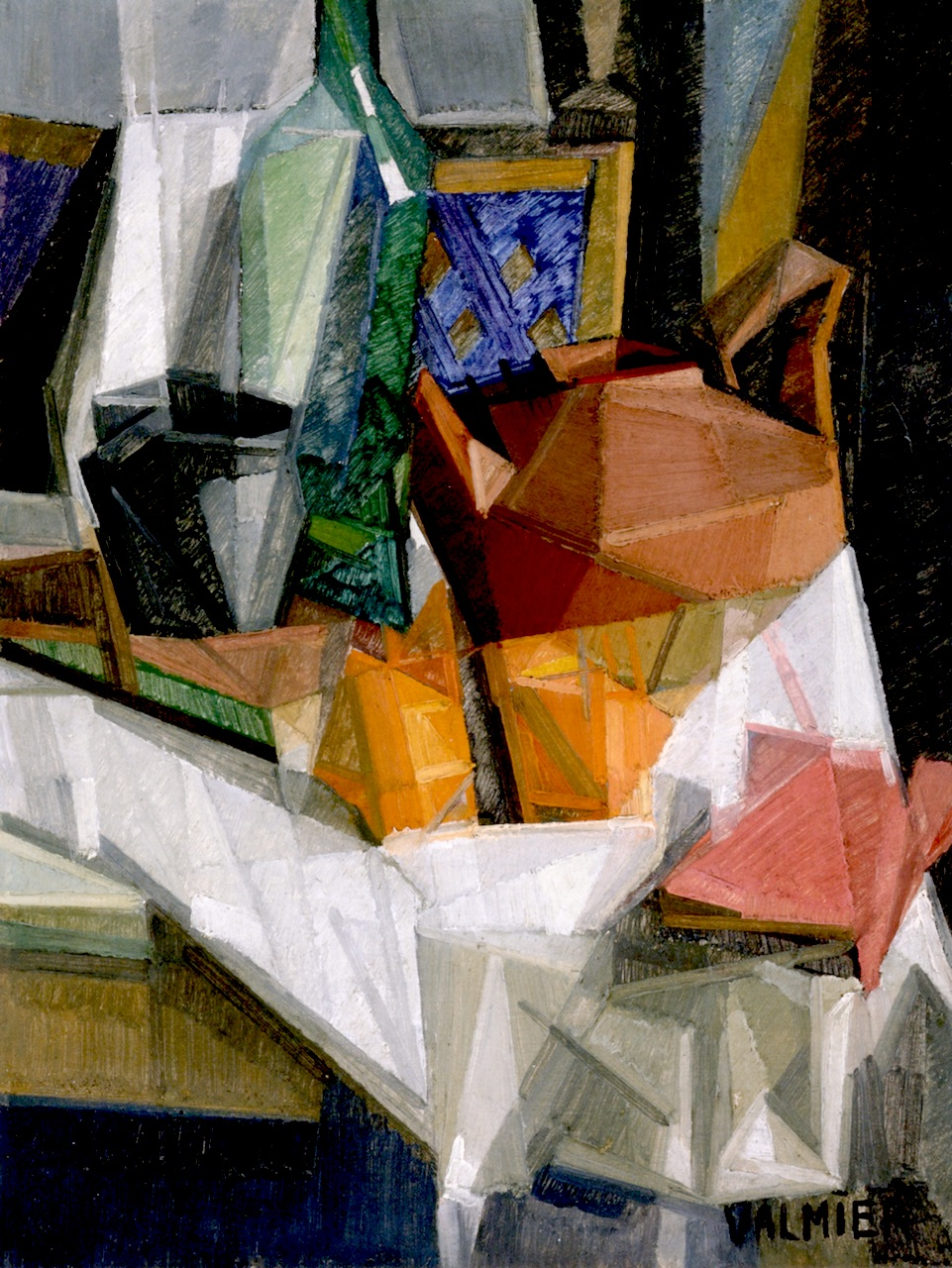
静物画 (1911)
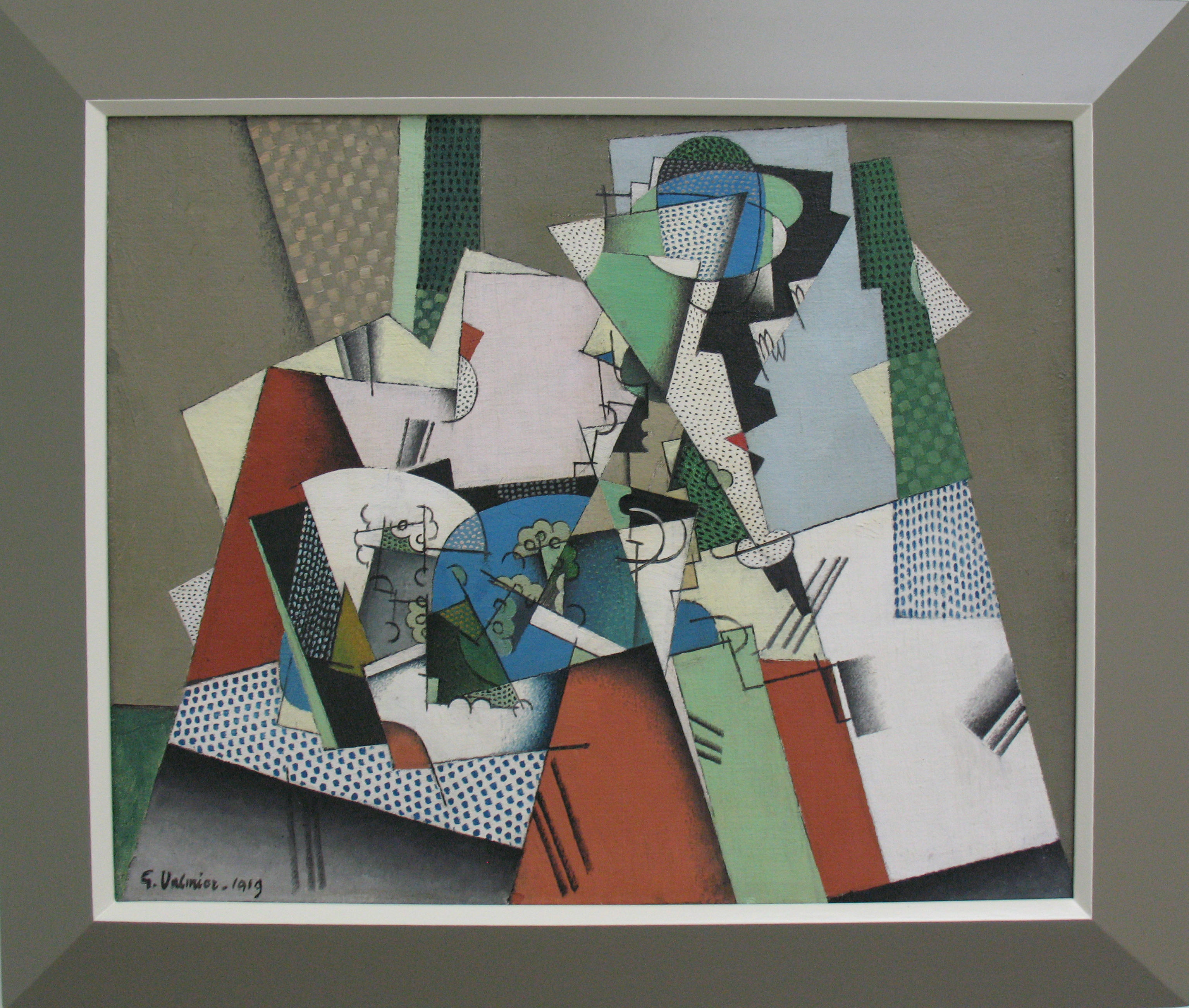
Geometrical still life　(1919)
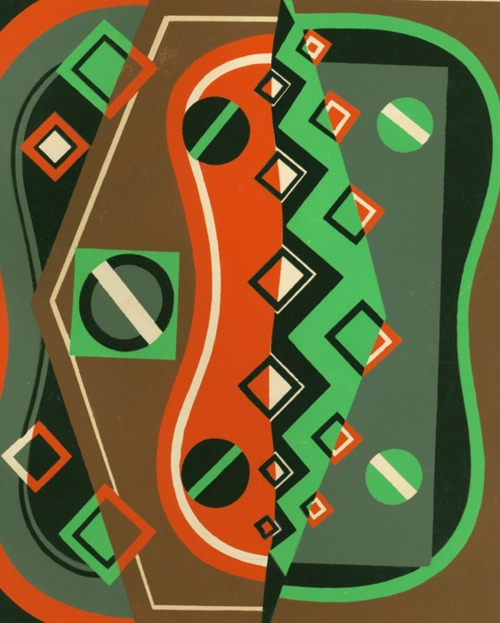
作品 (1926)
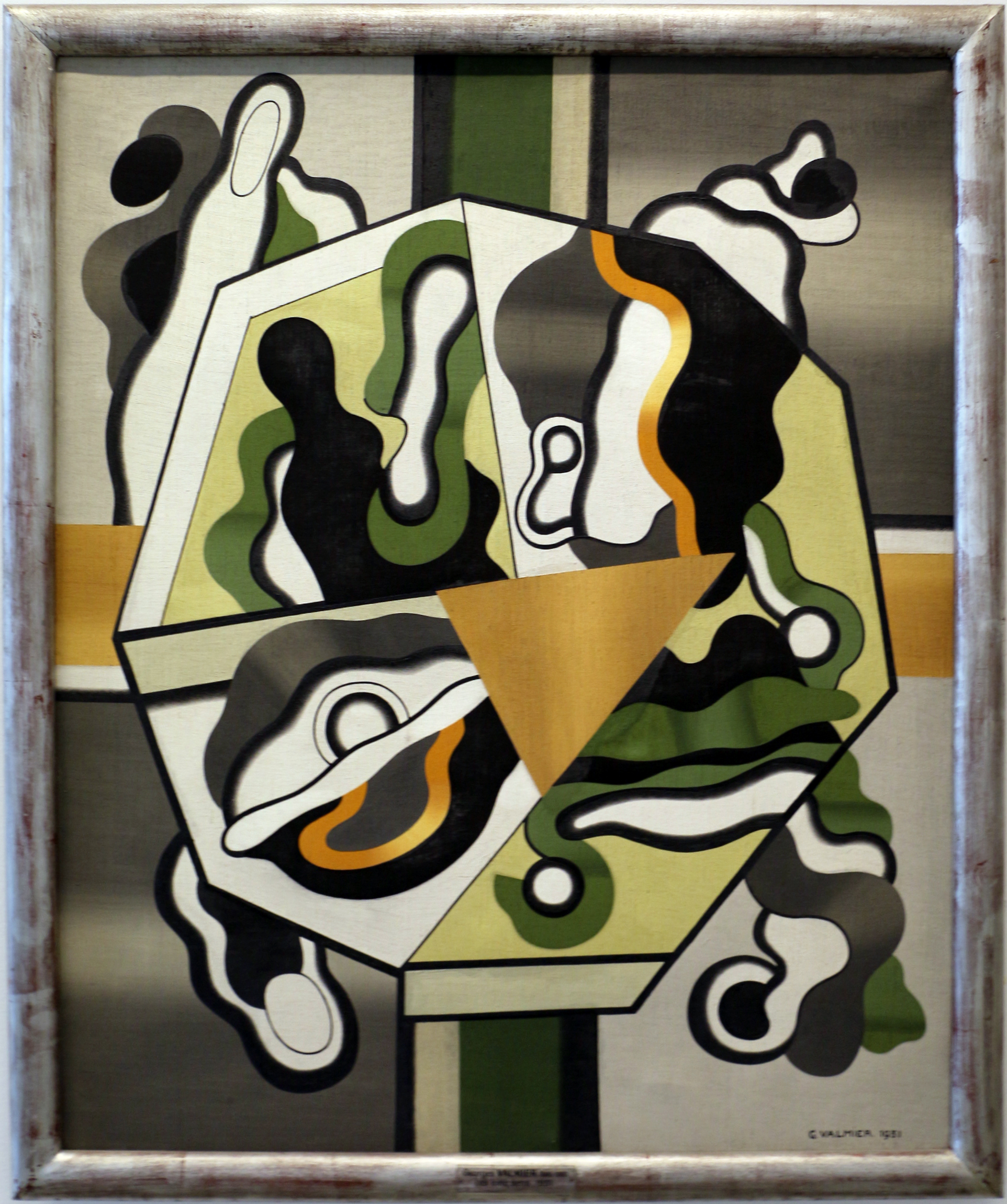
「五感」 (1931)